# German Tennis Championships 2013 - Qualificazioni singolare
Le qualificazioni del singolare del German Tennis Championships 2013 sono state un torneo di tennis preliminare per accedere alla fase finale della manifestazione. I vincitori dell'ultimo turno sono entrati di diritto nel tabellone principale. In caso di ritiro di uno o più giocatori aventi diritto a questi sono subentrati i lucky loser, ossia i giocatori che hanno perso nell'ultimo turno ma che avevano una classifica più alta rispetto agli altri partecipanti che avevano comunque perso nel turno finale.

## Teste di serie
1. Łukasz Kubot (qualificato)
2. Adrian Ungur (ultimo turno)
3. Serhij Stachovs'kyj (primo turno)
4. Filippo Volandri (primo turno)
5. Martín Alund (primo turno)
6. Federico Delbonis (qualificato)

1. João Souza (ultimo turno)
2. Jan Hájek (qualificato)
3. Blaž Kavčič (qualificato)
4. Diego Schwartzman (qualificato)
5. Andrej Golubev (qualificato)
6. Daniel Muñoz de la Nava (ultimo turno)

## Qualificati
1. Łukasz Kubot
2. Diego Schwartzman
3. Andrej Golubev

1. Jan Hájek
2. Blaž Kavčič
3. Federico Delbonis

## Tabellone

### Legenda
| - Q = Qualificato - WC = Wild card - LL = Lucky loser | - ALT = Alternate - SE = Special Exempt - PR = Protected Ranking | - w/o = Walkover - r = Ritirato - d = Squalificato |

### Sezione 1
|  | Primo turno | Primo turno    | Primo turno | Primo turno | Primo turno |  |  | Ultimo turno | Ultimo turno | Ultimo turno | Ultimo turno | Ultimo turno |  |
|  |             |                |             |             |             |  |  |              |              |              |              |              |  |
|  | 1           | Łukasz Kubot   | 7           | 5           | 6           |  |  |              |              |              |              |              |  |
|  | WC          | Kevin Krawietz | 5           | 7           | 4           |  |  | 1            | Łukasz Kubot | 7            | 4            | 6            |  |
|  |             | Jurij Ščukin   | 3           | 0           | r           |  |  | 7            | João Souza   | 6            | 6            | 2            |  |
|  | 7           | João Souza     | 6           | 0           |             |  |  |              |              |              |              |              |  |

### Sezione 2
|  | Primo turno | Primo turno       | Primo turno       | Primo turno | Primo turno |  |  | Ultimo turno | Ultimo turno      | Ultimo turno      | Ultimo turno | Ultimo turno |  |
|  |             |                   |                   |             |             |  |  |              |                   |                   |              |              |  |
|  | 2           | Adrian Ungur      | Adrian Ungur      | 6           | 6           |  |  |              |                   |                   |              |              |  |
|  |             | Ivo Minář         | Ivo Minář         | 2           | 3           |  |  | 2            | Adrian Ungur      | Adrian Ungur      | 62           | 3            |  |
|  | WC          | Florian Barth     | Florian Barth     | 5           | 1           |  |  | 10           | Diego Schwartzman | Diego Schwartzman | 7            | 6            |  |
|  | 10          | Diego Schwartzman | Diego Schwartzman | 7           | 6           |  |  |              |                   |                   |              |              |  |

### Sezione 3
|  | Primo turno | Primo turno         | Primo turno         | Primo turno | Primo turno |  |  | Ultimo turno | Ultimo turno        | Ultimo turno        | Ultimo turno | Ultimo turno |  |
|  |             |                     |                     |             |             |  |  |              |                     |                     |              |              |  |
|  | 3           | Serhij Stachovs'kyj | Serhij Stachovs'kyj | 63          | 0           |  |  |              |                     |                     |              |              |  |
|  |             | Cedrik-Marcel Stebe | Cedrik-Marcel Stebe | 7           | 6           |  |  |              | Cedrik-Marcel Stebe | Cedrik-Marcel Stebe | 4            | 2            |  |
|  | WC          | Frederik Press      | Frederik Press      | 1           | 1           |  |  | 11           | Andrej Golubev      | Andrej Golubev      | 6            | 6            |  |
|  | 11          | Andrej Golubev      | Andrej Golubev      | 6           | 6           |  |  |              |                     |                     |              |              |  |

### Sezione 4
|  | Primo turno | Primo turno         | Primo turno         | Primo turno | Primo turno |  |  | Ultimo turno | Ultimo turno   | Ultimo turno   | Ultimo turno | Ultimo turno |  |
|  |             |                     |                     |             |             |  |  |              |                |                |              |              |  |
|  | 4           | Filippo Volandri    | Filippo Volandri    | 4           | 2           |  |  |              |                |                |              |              |  |
|  |             | Pavol Červenák      | Pavol Červenák      | 6           | 6           |  |  |              | Pavol Červenák | Pavol Červenák | 4            | 5            |  |
|  | WC          | Maximilian Marterer | Maximilian Marterer | 3           | 4           |  |  | 8            | Jan Hájek      | Jan Hájek      | 6            | 7            |  |
|  | 8           | Jan Hájek           | Jan Hájek           | 6           | 6           |  |  |              |                |                |              |              |  |

### Sezione 5
|  | Primo turno | Primo turno   | Primo turno   | Primo turno | Primo turno |  |  | Ultimo turno | Ultimo turno | Ultimo turno | Ultimo turno | Ultimo turno |  |
|  |             |               |               |             |             |  |  |              |              |              |              |              |  |
|  | 5           | Martín Alund  | Martín Alund  | 4           | 3           |  |  |              |              |              |              |              |  |
|  |             | Robin Kern    | Robin Kern    | 6           | 6           |  |  |              | Robin Kern   | Robin Kern   | 1            | 3            |  |
|  |             | Finn Meinecke | Finn Meinecke | 0           | 0           |  |  | 9            | Blaž Kavčič  | Blaž Kavčič  | 6            | 6            |  |
|  | 9           | Blaž Kavčič   | Blaž Kavčič   | 6           | 6           |  |  |              |              |              |              |              |  |

### Sezione 6
|  | Primo turno | Primo turno             | Primo turno             | Primo turno | Primo turno |  |  | Ultimo turno | Ultimo turno            | Ultimo turno            | Ultimo turno | Ultimo turno |  |
|  |             |                         |                         |             |             |  |  |              |                         |                         |              |              |  |
|  | 6           | Federico Delbonis       | Federico Delbonis       | 6           | 6           |  |  |              |                         |                         |              |              |  |
|  |             | Philipp Davydenko       | Philipp Davydenko       | 1           | 0           |  |  | 6            | Federico Delbonis       | Federico Delbonis       | 7            | 6            |  |
|  |             | Florent Serra           | Florent Serra           | 3           | 3           |  |  | 12           | Daniel Muñoz de la Nava | Daniel Muñoz de la Nava | 6            | 4            |  |
|  | 12          | Daniel Muñoz de la Nava | Daniel Muñoz de la Nava | 6           | 6           |  |  |              |                         |                         |              |              |  |